# Parecag
Parecag este o localitate din comuna Piran, Slovenia, cu o populație de 910 locuitori.